# Крозаре (Верона)
Крозаре је насеље у Италији у округу Верона, региону Венето.
Према процени из 2011. у насељу је живело 213 становника. Насеље се налази на надморској висини од 15 м.